# کورنلیا کوسیچ
کورنلیا کوسیچ (انگلیسی: Kornelija Kvesić؛ زادهٔ ۲۵ اوت ۱۹۶۳) بازیکن بسکتبال زن اهل یوگسلاوی بود.
وی در مسابقات کشوری و بین‌المللی در مجموع برندهٔ ۳ مدال نقره، ۱ مدال برنز شده‌است.